# Saison cyclonique 2008 dans l'océan Pacifique nord-ouest
La saison cyclonique 2008 (cyclones tropicaux dans l'océan Pacifique nord-ouest) n'a pas de date spécifique de début ou de fin selon la définition de l'Organisation météorologique mondiale. Cependant, les cyclones dans ce bassin montrent un double pic d'activité en mai et en novembre. Le bassin est couvert par les centre de prévisions du Japan Meteorological Agency, du 
Joint Typhoon Warning Center et de l’Administration des services atmosphériques, géophysiques et astronomiques des Philippines (PAGASA). La saison 2008 a vu 31 systèmes tropicaux. Onze de ces systèmes sont devenus des typhons dont 8 de catégorie 3 ou plus.

## Noms des tempêtes 2008
| Pays                        | Noms      | Noms      | Noms      | Noms     | Noms     |
| --------------------------- | --------- | --------- | --------- | -------- | -------- |
| Cambodge                    | Damrey    | Kong-rey  | Nakri     | Krovanh  | Sarika   |
| Chine                       | Haikui    | Yutu      | Fengshen  | Dujuan   | Haima    |
| Corée du Nord               | Kirogi    | Toraji    | Kalmaegi  | Mujigae  | Meari    |
| Hong Kong                   | Kai-Tak   | Man-yi    | Fung-wong | Choi-wan | Ma-on    |
| Japon                       | Tembin    | Usagi     | Kammuri   | Koppu    | Tokage   |
| Laos                        | Bolaven   | Pabuk     | Phanfone  | Ketsana  | Nock-ten |
| Macao                       | Sanba     | Wutip     | Vongfong  | Parma    | Muifa    |
| Malaisie                    | Jelawat   | Sepat     | Nuri      | Melor    | Merbok   |
| États fédérés de Micronésie | Ewiniar   | Fitow     | Sinlaku   | Nepartak | Nanmadol |
| Philippines                 | Maliksi   | Danas     | Hagupit   | Lupit    | Talas    |
| Corée du Sud                | Gaemi     | Nari      | Jangmi    | Mirinae  | Noru     |
| Thaïlande                   | Prapiroon | Wipha     | Mekkhala  | Nida     | Kulap    |
| États-Unis                  | Maria     | Francisco | Higos     | Omais    | Roke     |
| Viêt Nam                    | Son Tinh  | Lekima    | Bavi      | Conson   | Sonca    |
| Cambodge                    | Bopha     | Krosa     | Maysak    | Chanthu  | Nesat    |
| Chine                       | Wukong    | Haiyan    | Haishen   | Dianmu   | Haitang  |
| Corée du Nord               | Sonamu    | Podul     | Noul      | Mindulle | Nalgae   |
| Hong Kong                   | Shanshan  | Lingling  | Dolphin   | Lionrock | Banyan   |
| Japon                       | Yagi      | Kajiki    | Kujira    | Kompasu  | Washi    |
| Laos                        | Leepi     | Faxai     | Chan-hom  | Namtheun | Pakhar   |
| Macao                       | Bebinca   | Peipah    | Linfa     | Malou    | Sanvu    |
| Malaisie                    | Rumbia    | Tapah     | Nangka    | Meranti  | Mawar    |
| États fédérés de Micronésie | Soulik    | Mitag     | Soudelor  | Fanapi   | Guchol   |
| Philippines                 | Cimaron   | Hagibis   | Molave    | Malakas  | Talim    |
| Corée du Sud                | Jebi      | Neoguri   | Goni      | Megi     | Doksuri  |
| Thaïlande                   | Mangkhut  | Rammasun  | Morakot   | Chaba    | Khanun   |
| États-Unis                  | Utor      | Matmo     | Etau      | Aere     | Vicente  |
| Viêt Nam                    | Trami     | Halong    | Vamco     | Songda   | Saola    |